# ダラス・フューエル
ダラス・フューエル（Dallas Fuel）は、アメリカ合衆国・テキサス州ダラス市を本拠地とする『オーバーウォッチ』eスポーツチーム。「オーバーウォッチ・リーグ」東部地域所属。チーム名の「フューエル（Fuel）」は、「炎」の意味である。チームはOptic Gamingが所有している。

## 歴史

### 2016年
- 2月3日、チームの母体となる「Team EnVyUs」が『オーバーウォッチ』部門を設立。[2]

### 2017年
- 9月20日、「オーバーウォッチ・リーグ」へ参加を発表。[3]
- 10月6日、チーム名「ダラス・フューエル（Dallas Fuel）」とロゴマークを発表。[1]

### 2022年
- 6月27日、「Optic Gaming」が「Envy Gaming」を買収。チームの所有者がOptic Gamingになった。[4]

## 選手
2023年8月1日現在

### 在籍選手
| No. | ハンドル | 姓名                    | 出身 | 役割     | 加入日         |
| --- | -------- | ----------------------- | ---- | -------- | -------------- |
| 1   | Sp9rk1e  | 김영한（Kim Yeong-han） | 韓国 | ダメージ | 2020年10月23日 |
| 11  | Hanbin   | 최한빈（Choi Han-been） | 韓国 | タンク   | 2020年10月23日 |
| 7   | Edison   | 김태훈（Kim Tae-hoon）  | 韓国 | ダメージ | 2021年10月21日 |
| -   | MCD      | 이정호（Lee Jeong-ho）  | 韓国 | サポート | 2023年1月1日   |
| 5   | Bliss    | 김소명（Kim So-myung）  | 韓国 | サポート | 2023年1月1日   |

## ヘッドコーチ
2023年8月1日現在
| ハンドル | 姓名         | 出身           | 就任日         | 離任日        | 注          |
| -------- | ------------ | -------------- | -------------- | ------------- | ----------- |
| KyKy     | Kyle Souder  | アメリカ合衆国 | 2017年10月6日  | 2018年4月16日 | [ 5 ] [ 6 ] |
| Aero     | Aaron Atkins | アメリカ合衆国 | 2018年5月15日  | 2020年8月3日  | [ 7 ] [ 8 ] |
| RUSH     | Yun Hee-won  | 韓国           | 2020年10月23日 | -             | [ 9 ]       |